# Платнировскаја
Платнировскаја (рус. Платнировская) насељено је место руралног типа (станица) на југозападу европског дела Руске Федерације. Налази се у централном делу Краснодарске покрајине и административно припада њеном Кореновском рејону.
Према подацима националне статистичке службе РФ за 2010, станица је имала 12.004 становника.

## Географија
Станица Платнировскаја се налази у централном делу Краснодарске покрајине на око 6 км јужно од рејонског центра градаКореновска, односно на око 50 км североисточно од покрајинског центра Краснодара. Село лежи у јужном делу Кубањско-приазовске степе на надморској висини од око 34 метра. Лежи на обе обале реке Кирпили.
Кроз насеље пролази железница на линији Краснодар−Тихорецк, а на 2 км западно од села пролази и федерални аутопут М4 „Дон” који повезује Новоросијск са Москвом.

## Историја
Станица Платнировскаја је основана 1794. као једно од првих насеља које су Кубањски Козаци основали у том периоду на подручју Кубања. Званичан статус станице добија 1842. године. Према подацима из 1916. у насељу је у 1.686 домаћинстава живело 9.795 становника.

## Демографија
Према подацима са пописа становништва 2010. у селу је живело 12.004 становника.
| 1959. | 1979.  | 2002.  | 2010.  | 2017.  |
| ----- | ------ | ------ | ------ | ------ |
| 9.756 | 10.926 | 11.561 | 12.004 | 14.198 |